# Kulturskolan i Lund

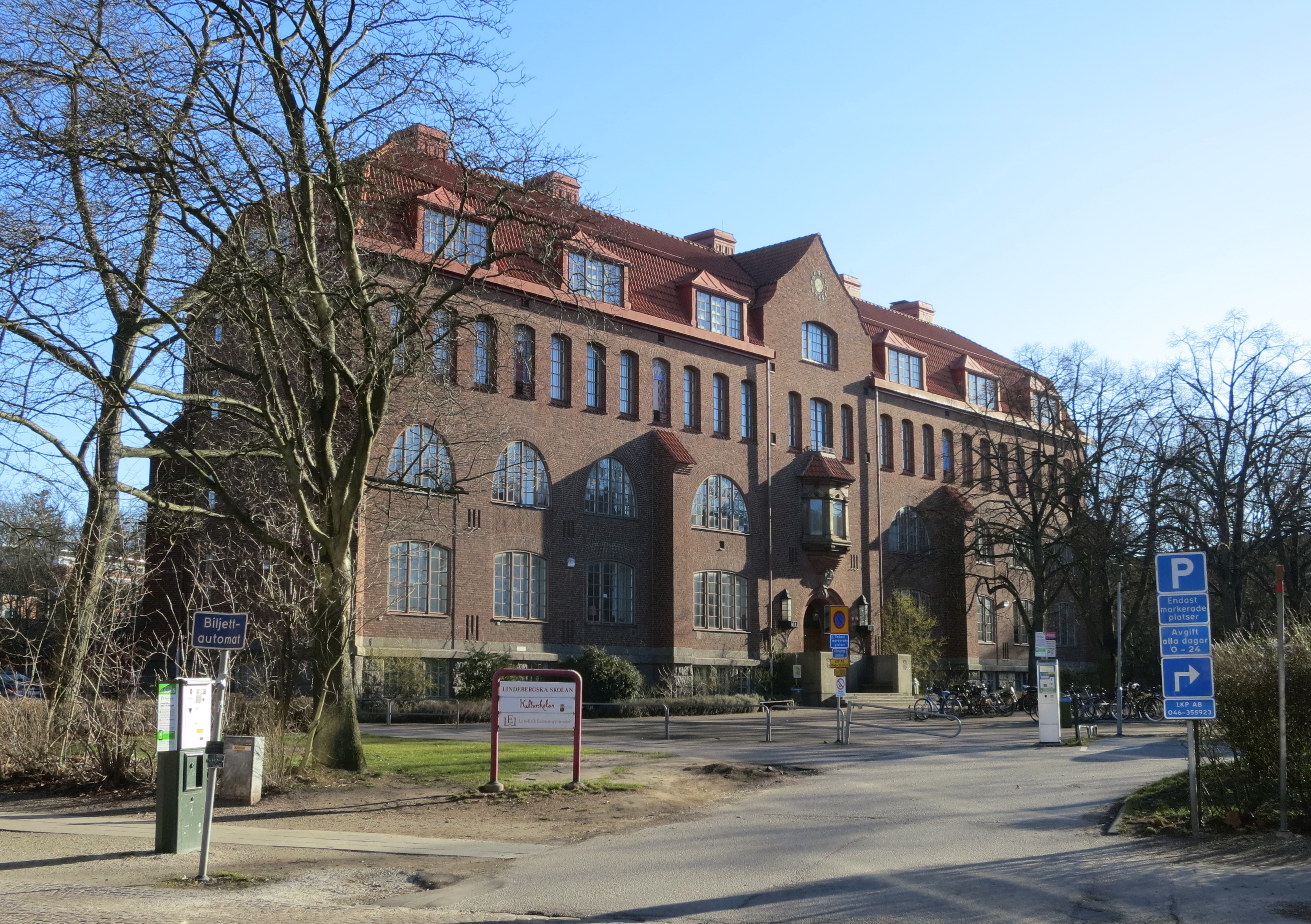
Kulturskolan

Kulturskolan i Lund bedriver kommunal undervisning inom musik, konst, dans, teater och cirkus för barn och unga efter skoltid. Den är inrymd i Lindebergska och har även orkesterrepetitioner samt dans-, teater- och cirkusundervisning i Folkparken. De ansvarar också för Lunds Stadsorkester och Nordiska Ungdomsorkestern. 